# Ciemniewko
Ciemniewko – wieś sołecka w Polsce położona w województwie mazowieckim, w powiecie ciechanowskim, w gminie Sońsk.
W latach 1954–1959 wieś należała i była siedzibą władz gromady Ciemniewko, po jej zniesieniu w gromadzie Nasierowo-Dziurawieniec. W latach 1975–1998 miejscowość administracyjnie należała do województwa ciechanowskiego.
Ciemniewko leży 18 km od Ciechanowa, liczy ok. 105 mieszkańców.

## Historia
W wieku XIX Ciemniewko, folwark i dobra prywatne w powiecie ciechanowskim, gminie Sońsk, położone nad  Soną dopływem Wkry. Dobra Ciemniewo składają się z folwarków Ciemniewko, Ciemniewo, Pękawka. Olszewka, liczą 83 mieszkańców 15 domów, powierzchnia 1965 morgów, w tym 1380 gruntu ornego. 
Przy folwarku znajduje się kościół katolicki parafialny, drewniany, wiatrak i kuźnia. Parafia Ciemniewko dekanatu ciechanowskiego liczy dusz 1660.
W roku 1827 Ciemniewko miało 28 domów 235 mieszkańców.

## Parafia
W Ciemniewku znajduje się kościół parafialny pw. św. Mikołaja. Parafia ta erygowana została 7 marca 1378 r. przez biskupa płockiego Dobiesława.  Zachowała się tradycja, że erekcję potwierdził papież Bonifacy IX na prośbę ówczesnego proboszcza Wojciecha. 1 kwietnia 1385 r. bp Ścibor wyznaczył teren parafii. Wtedy prawdopodobnie powstał pierwotny kościół. Ok. poł. XVI w. wzniesiono kolejny, drewniany – pw. św. Jana Chrzciciela. W 1599 roku świątynia była już konsekrowana, posiadała prezbiterium, w głównym ołtarzu znajdowały się obrazy: "Zdjęcie z krzyża" i sceny Męki Pańskiej. Boczne ołtarze poświęcone były św. Mikołajowi, św. Dorocie i św. Annie.
W XVII w. zbudowano nowe ołtarze, m.in. św. Stanisława Kostki i Matki Boskiej Częstochowskiej. W 1757 r. do dawnego prezbiterium dobudowano nawę, do której przeniesiono ołtarze. Wkrótce potem wzniesiono również nowe prezbiterium. Kościół miał wówczas wymiary 19 x 12,5 m. Wtedy przywrócono mu pierwotne wezwanie św. Mikołaja. Gruntowny remont świątyni miał miejsce ok. 1843 r.
W 1881 r. ks. Karol Przystański wystawił z fundacji Róży Mierzyńskiej i parafian, na miejscu poprzedniego, takich samych rozmiarów, nowy obecny kościół. Istnieją również przepuszczenia , że nie zbudowano wtedy nowej świątyni a odnowiono i rozbudowano poprzednią. Oznaczało by to, że kościół w Ciemniewku należałoby datować na XVIII w. Znajduje się w nim główny ołtarz z obrazem Matki Boskiej Szkaplerznej (koniec XVIII w.), który jest przedmiotem kultu, otoczony licznymi wotami; boczne ołtarze neobarokowe (Przemienienia Pańskiego oraz św. św. Cyryla i Metodego) pochodzą zapewne z końca XIX w. W 1903 r. staraniem ks. W. Jaźwińskiego położono nowy dach. Polichromia została wykonana w 1929 r. według projektu Bronisława Bryknera, gdy proboszczem był ks. Józef Kulesza. W 1904 r. Idzi J. Nowak, organmistrz z Płocka, wystawił trzynastogłosowe organy za cenę 600 rubli. Przed kościołem znajduje się drewniana dzwonnica z XIX w. W ogrodzeniu wokół kościoła znajdują się oryginalne ołtarze na procesję Bożego Ciała.
Na początku XXI w., gdy proboszczem parafii był ks. Wacław Michalski, zostały przeprowadzone ważne prace materialne w ciemniewskiej świątyni: dokonano konserwacji i złocenia wszystkich ołtarzy, wymieniono dach i zakonserwowano elewację zewnętrzną, nastąpiła też rewitalizacja otoczenia kościoła. W latach 2009–2011 została odnowiona malatura. Natomiast ks. Janusz Andrzej Paczkowski zainstalował w 2014 r. w kościele ogrzewanie.
Od lat 60. duszpasterzami w parafii Ciemniewko byli:
- ks. Henryk Mazurowski – pracował w latach 1962-1978
- ks. Saturnin Wierzbicki – proboszcz w latach 1978-1981
- ks. Mieczysław Ochtyra – pracował w latach 1981-1993
- ks. Wiesław Piątek – proboszcz w latach 1993-2001
- ks. Wacław Michalski - proboszcz w latach 2001-2013

Od 2013 r. funkcję proboszcza parafii pełni ks. mgr Janusz Andrzej Paczkowski.